# 虎ノ門事件
虎ノ門事件（とらのもんじけん）は、1923年（大正12年）12月27日に、東京府東京市麹町区虎ノ門外で、皇太子・摂政宮裕仁親王（後の昭和天皇）が無政府主義者の難波大助から狙撃を受けた暗殺未遂事件。
関東大震災後に頻発したテロ事件の一つで、震災復興を進めていた第2次山本内閣は、引責による総辞職を余儀なくされた。

## 概要
1923年（大正12年）12月27日、皇太子裕仁親王（後の昭和天皇、当時22歳）が摂政として第48通常議会の開院式に出席するため、貴族院へ向かうため御料車（自動車）に乗り、午前10時35分に皇居を発った。
10時40分頃、皇太子の御召自動車は虎ノ門外（虎ノ門公園側）を通過中、芝区琴平町一番地西洋家具商あめりか屋前の群衆の中にいた難波大助が警戒線を突破して接近し、ステッキ仕込み式の散弾銃で狙撃した。銃弾は皇太子には命中しなかったが、車の窓ガラスを破って同乗していた東宮侍従長・入江為守（入江相政の父）が軽傷を負った。自動車はそのまま目的地の貴族院に到着。その時点で周囲が初めて入江の出血に気づいた。
なお、皇太子は事件後側近に「空砲だと思った」と平然と語ったとされている。皇太子は貴族院での開院式を終えて赤坂区の東宮御所に戻り、内閣総理大臣山本権兵衛・警視総監湯浅倉平や皇族・武官・見舞客に引見したあと、午後には参殿した秩父宮雍仁親王および高松宮宣仁親王とテニスをおこなった。沼津御用邸滞在中の大正天皇と貞明皇后には、東宮大夫珍田捨巳が派遣された。
一方、難波は「革命万歳」と叫んで自動車の後を追ったが、少し走ったところで、警察官や憲兵や群衆に囲まれてしまい、人々は難波を殴るやら蹴るやら踏むなど袋叩きにした。犯人を逮捕したのは憲兵隊の者だった。それから難波は麻縄で手足を縛られて警察の自動車に押し込められ、警視庁へ連行された。車内でも両脇の警察官から散々殴られ首を絞められたり、髪を引っ張られた。
難波は逮捕された後、大逆罪で起訴され1924年（大正13年）11月13日に死刑判決を受けた。11月14日、皇太子と皇太子妃〔後の香淳皇后〕は裁判判決文を受け取る。11月15日、難波は死刑を執行された。
この事件の背景には、関東大震災後の社会不安や大杉事件・亀戸事件・王希天事件などの労働運動弾圧に対する社会主義者達の反発、不満があったが、なぜそれが皇太子銃撃になったのかは不明のままである。

## 影響

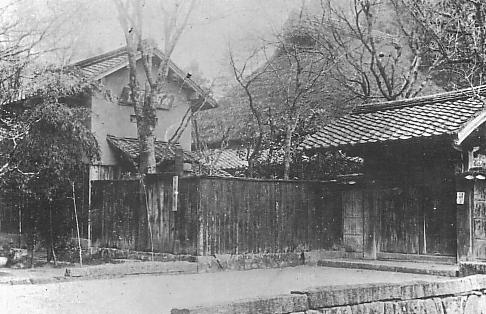
山口県の難波大助の生家

事件当日夕刻、当時の内閣総理大臣・山本権兵衛、内務大臣の後藤新平、司法大臣の平沼騏一郎以下全閣僚は、皇太子（摂政宮）に辞表を提出した。12月28日、皇太子は山本辞表提出に関し松方正義公爵・西園寺公望公爵から意見を聴くため、入江為守を派遣する。12月29日、皇太子は山本を慰留したが、山本の決意は変わらず改めて内閣閣僚全員の辞表を提出した。1月7日に内閣総辞職は認められた（後任の内閣総理大臣は清浦奎吾）。また、当日の警護責任を取り、警視総監の湯浅倉平と警視庁警務部長の正力松太郎が懲戒免官になった。
難波の出身地であった山口県の知事に対して2ヶ月間の2割減俸、途中難波が立ち寄ったとされる京都府の知事は譴責処分となった。また、難波の郷里の全ての村々は正月行事を取り止め謹慎し、難波が卒業した小学校の校長と担任は教育責任を取り辞職した。
難波の父で、衆議院議員の難波作之進（庚申倶楽部所属）は事件の報を受けるや直ちに辞表を提出、閉門の様式に従って自宅の門を青竹で結び家の一室に蟄居し、食事も充分に摂らなかった。作之進は1925年（大正14年）5月に死亡した。大助の長兄（正太郎）は勤めていた鉱業会社を退職し、家族以下蟄居生活を続けた。
事件の翌日、皇太子が狙撃されるという事態にショックを受けた小川平吉が提唱し、北昤吉ら知識人、政治家、貴族院議員、軍人ら多数が参加した国粋主義思想団体である青天会が結成された。小川は難波を「露国共産党の先駆たる一兇徒」と断じて、コミンテルンの世界革命運動が社会に浸透して皇室を脅かすという考えから反共主義を広めた。

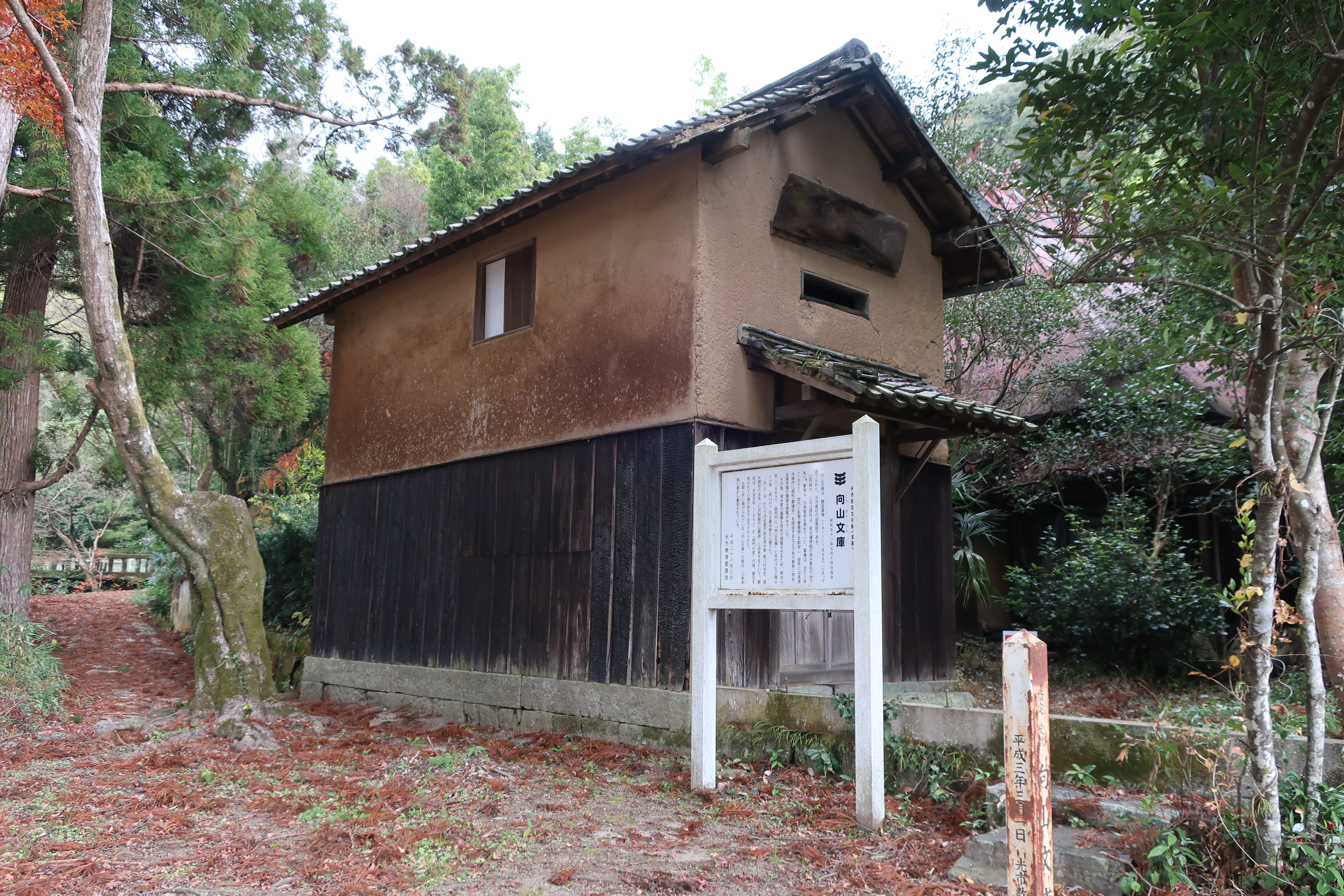
難波大助の生家は、今も山口県光市立野に存在する。写真は屋敷内にある土蔵（私設図書館）の「向山文庫」

難波の処刑後、1926年（大正15年）5月下旬、皇太子は岡山県・広島県・山口県を巡啓する。5月29日、山口県滞在中の皇太子に対し内大臣牧野伸顕は難波家の救済を進言し、皇太子も対応を命じる。皇太子の意向を受けて、東宮侍従長入江為守・山口県知事大森吉五郎・司法大臣江木翼等が協議し、大森知事は新聞記者に侍従長質問文と知事回答文を発表する。6月4日、県知事は正太郎を県庁に招致し、皇太子以下の意向を伝えた。
この難波作之進の死により選挙地盤は松岡洋右が引き継ぐこととなり、さらに戦後は岸信介や佐藤栄作という大物保守系政治家に引き継がれ、昭和史を動かす遠因となった。
次の清浦内閣の陸相のポストを巡って、薩摩閥の上原勇作が推す福田雅太郎と長州閥の田中義一が推す宇垣一成とが争ったが、福田は関東大震災時に関東戒厳司令官の立場であったため、無政府主義者らの暗殺の標的とされていたことから摂政の身に再び危険が及ぶ虞があることを理由に宇垣が後任の陸相となった。宇垣は次の加藤高明内閣でも陸相を再任し宇垣軍縮を実行した。また後年、上原が田中に一矢報いた事件が張作霖爆殺事件である。

## その他
難波が犯行に使ったステッキ銃は、河上肇の「思い出断片」によると伊藤博文がイギリスのロンドンで手に入れて、人づてに難波作之進に渡ったものであった。難波は「気晴らしの狩猟のため」と称して持ちだした。